# Decoherència quàntica

Acumulació d'electrons amb el pas del temps en l'experiment de Young, els patrons d'interferència són un efecte típicament quàntic associat a un estat pur (estat coherent), en presència de decoherencia quàntica el patró d'interferència desapareixeria.

La decoherència quàntica és el terme acceptat i utilitzat en mecànica quàntica per explicar com un estat quàntic entrellaçat pot donar lloc a un estat físic clàssic (no entrellaçat). En altres paraules com un sistema físic, sota certes condicions específiques, deixa d'exhibir efectes quàntics i passa a exhibir un comportament típicament clàssic, sense els efectes contraintuitius típics de la mecànica quàntica.
El nom procedeix del fet tècnic que la decoherència es manifesta matemàticament per la pèrdua de coherència de la fase complexa relativa de les combinacions lineals que defineixen l'estat. Així la decoherencia quàntica explicaria per què a grans escales la física clàssica que ignora els efectes quàntics constitueix una bona explicació del comportament del món.
Per exemple, en el cas de l'experiment imaginari del gat d'Schrödinger, la interacció de les partícules del gat amb l'ambient podrien produir una decoherència i fer que la combinació de "gat viu" + "gat mort" perdera coherència i es transformara en un estat clàssic i, per tant, després d'un lapse de temps de l'ordre de ħ² (10⁻⁶⁵ s) el gat estiguera dins de la caixa efectivament viu o mort, però no en una superposició de tots dos. La decoherència és, doncs, molt important per explicar per què molts sistemes físics macroscòpics tenen un comportament tan diferent dels sistemes que exhibeixen efectes quàntics.

## La història de la decoherència quàntica
El problema de la decoherència quàntica és una explicació complementària al problema de la reducció de l'estat quàntic, que és la principal dificultat interpretativa dins del problema de la mesura en mecànica quàntica. Per aquesta raó aquesta secció fa un repàs sobre les posicions històriques sobre el problema de la reducció de l'estat, i per què en última instància els estats quàntics per a cossos macroscòpics manquen d'algunes de les propietats típiques dels estats quàntics (entrellaçament, interferència quàntica, reducció de l'estat, etc.).

### Col·lapse de l'estat quàntic
Un dels problemes històrics de fonamentació de la mecànica quàntica ha estat el problema de la mesura. Un mesurament d'una magnitud observable d'un sistema quàntic implica la interacció amb un aparell de mesura. El resultat d'aquesta interacció altera notòriament el sistema quàntic condicionant el resultat futur d'altres mesures. Diversos experiments van portar a von Neumann (1932) a postular que els sistemes quàntics presentaven dos tipus d'evolució:
- El primer tipus era una "evolució determinista unitària" o procés unitari quan el sistema no és pertorbat exteriorment, tal com recull el postulat V, segons el qual en aquestes circumstàncies l'evolució es produeix d'acord amb l'equació d'Schrödinger i, per tant, donats dos instants de temps l'estat del sistema entre ells dos està relacionat per un operador unitari que conserva les probabilitats.
- El segon tipus era una "reducció abrupta no unitària", també anomenada col·lapse de la funció d'ona, descrit en el postulat IV, que descriu la relació entre l'estat abans d'una mesura i l'estat resultant de la mesura.

En la interpretació de von Neumann i també dels partidaris de la interpretació de Copenhaguen, el segon tipus d'evolució és un procés físic real no determinista, que introdueix elements de aleatorietat en la mecànica quàntica. Aquesta visió plantejava nombrosos problemes filosòfics i trencava amb una tradició de determinisme que es remuntava com a mínim a Laplace. Einstein i altres físics consideraven que la interpretació no determinista no podia ser correcta i estimaven que la mecànica quàntica era només una aproximació a una teoria més general exempta d'aleatorietat (en aquest context s'interpreta la seva afirmació: Déu no juga als daus).
En 1935, Einstein, va publicar un article amb Podolsky i Rosen que contenia origen de la que avui es coneix com a paradoxa Einstein-Podolsky-Rosen. En aquest article els autors proposaven que la mecànica quàntica tal com era considerada en la interpretació de Copenhaguen, de la qual la principal figura era Niels Bohr, no podia ser una descripció completa del món. En aquest article s'analitzava l'exemple d'un parell de partícules quànticament entrellaçades que viatjaven una certa distància fins a allunyar-se considerablement, d'acord amb la mecànica quàntica convencional el mesurament d'una certa propietat en una d'aquestes partícules produïa un efecte no local que es comunicava quasi-instantàniament a velocitats més ràpides que la velocitat de la llum. Bohr i altres autors van rebutjar la proposta EPR dins de la mecànica quàntica, i van considerar juntament amb Von Neumann que la reducció abrupta de l'estat quàntic després d'una mesura era un procés real. Des de llavors i fins a la seva mort en 1955, Einstein va treballar independentment de Bohr i altres físics, no sense abans advertir que mentre la mecànica quàntica no accepte introduir variables no-locals, continuarà sent una "ciència incompleta".

### Interpretació dels universos múltiples

La paradoxa quàntica del "gat de Schrödinger" vista des del punt de vista de la interpretació dels universos múltiples.
En aquesta interpretació cada esdeveniment involucra un punt de ramificació en el temps, el gat està viu i mort, fins i tot abans que la caixa s'obri, però els gats "vius" i "morts" estan en diferents ramificacions de l'univers, per la qual cosa tots dos són igualment reals, però no poden interaccionar l'un amb l'altre.

En 1957, Hugh Everett va formular la interpretació dels universos múltiples en la qual el procés de "col·lapse de la funció d'ona" rebia una nova interpretació. Alguns estats quàntics poden concebre's matemàticament com una suma d'alternatives o superposició lineal d'alternatives qualitativament diferents. Un procés de mesura en la interpretació de Copenhaguen involucra que alguna de les alternatives desapareixen i l'estat resultat de la mesura és un estat reduït o col·lapsat on algunes alternatives ja no existeixen i no poden reflectir-se en el resultat de certes mesures futures. En la interpretació dels universos múltiples, si bé l'estat quàntic del sistema accessible per a un observador després del mesurament sembla haver sofert un col·lapse físic real (on han desaparegut algunes alternatives), en realitat les altres alternatives que participaven en una superposició quàntica segueixen estant presents en un "món paral·lel" no accessible a l'observador, per la qual cosa en aquesta interpretació la reducció o col·lapse de l'estat és només aparent si es consideren tots els mons paral·lels.

### Moderna teoria de la decoherencia
El treball d'Hugh Everett sobre la interpretació de mons paral·lels va ser àmpliament ignorat fins a la dècada dels 70 quan B. DeWitt (1970) i N. Graham (1973) van reprendre l'assumpte. La moderna teoria de la decoherència, anticipada en alguns treballs durant la dècada de 1980, suggereix que l'estat d'un sistema quàntic entrellaçat evolucionava per interacció amb l'entorn cap a una superposició no entrellaçada d'estats clàssics, cosa per la qual l'estat resultant era interpretable en termes clàssics. En aquests primers treballs se suggeria que la informació no es perdia (com suggeria la interpretació de Copenhaguen) sinó algo que suggeria també la interpretació de mons paral·lels, és a dir, que la "coherència inicial" de l'estat es "filtrava" cap a l'entorn dels sistemes quàntics o l'aparell de mesura, sense que hi hagués una reducció real del sistema format pel sistema observat i la resta de l'univers. Un procés de mesura seria, per punt, una reducció de la incertesa en l'estat del sistema, compensada per un augment de la incertesa sobre l'estat de l'univers. I en aquest sentit el procés de mesura és un procés irreversible que altera l'entropia del sistema i els voltants al mateix.

## Descripció del procés
Per explicar com funciona el procés de decoherència, es presenta aquí un "model intuititiu" simplificat. No obstant això, l'assumpte de la decoherència és un poc tècnic i requereix certa familiaritat amb els conceptes bàsics de la mecànica quàntica. Ha de tenir-se present que la mecànica quàntica fa ús en la seva descripció dels sistemes dels anomenats espais de Hilbert que el seu anàleg clàssic més proper, encara que no exacte, és una distribució de probabilitat definida sobre l'espai de fases que s'usaria per a la seva descripció en mecànica clàssica. En aquest context el procés de decoherència implica que un estat coherent d'un sistema quàntic concret evoluciona cap a un altre estat que combina al sistema i a l'entorn (resta de l'univers). L'estat del sistema quàntic pot arribar a semblar un estat barreja (on s'ha perdut qualsevol rastre de la coherència inicial).

### Estats inicial i final
Usant la notació de Dirac per representar els estats del sistema, l'estat inicial del sistema quàntic en qüestió pot escriure's com:{\displaystyle |\psi \rangle }

{\displaystyle |\psi \rangle =\sum _{i}|i\rangle \langle i|\psi \rangle }

on
{\displaystyle |i\rangle }, designa una base de Hilbert.
{\displaystyle |\epsilon \rangle }, és el vector de l'espai de Hilbert que representa l'estat de l'entorn.

L'estat de l'univers (sistema + entorn) pot representar-se, d'acord amb el formalisme quàntic, com un producte tensorial dels estats respectius de les parts que el componen. Per tant, abans de la interacció entre el sistema i l'entorn (que inclou l'aparell de mesura) l'estat de l'univers es pot representar com:

{\displaystyle |\mathrm {inicial} \rangle =\sum _{i}|i\rangle |\epsilon \rangle \langle i|\psi \rangle .}

on {\displaystyle |i\rangle |\epsilon \rangle } és un abreujament per al producte tensorial.{\displaystyle |i\rangle \otimes |\epsilon \rangle } A continuació s'analitzarà el cas d'una mesura ideal no destructiva en la qual l'estat del sistema queda impertorbat però, l'entorn és modificat (la qual cosa equival a fer la mesura ja que l'aparell de mesura canviarà d'estat reflectint l'estat del sistema quàntic baix mesurament). Es poden fer altres anàlisis de mesures més generals però, en general condueixen a conclusions anàlogues amb la qual cosa el tipus de mesura realitzat no és un aspecte fonamental del raonament aquí presentat.

En aquestes condicions, l'estat {\displaystyle |i\rangle |\epsilon \rangle } evoluciona després de la mesura cap a l'estat {\displaystyle |i,\epsilon _{i}\rangle =|i\rangle |\epsilon _{i}\rangle }, i l'estat final quedarà com:

{\displaystyle |\mathrm {final} \rangle =\sum _{i}|i,\epsilon _{i}\rangle \langle i|\psi \rangle }

on, les condicions de unitarietat o conservació de la probabilitat requereixen que:

{\displaystyle \langle i,\epsilon _{i}|j,\epsilon _{j}\rangle =\langle i|j\rangle \langle \epsilon _{i}|\epsilon _{j}\rangle =\delta _{ij}\langle \epsilon _{i}|\epsilon _{j}\rangle =\delta _{ij}}

i a més la decoherència requereix la condició que l'entorn tinga una gran quantitat de graus de llibertat, normalment inobservables, per la qual cosa aquesta condició asimptòtica relacionada amb la grandària de l'entorn respecte al sistema quàntic porta a la condició:

{\displaystyle \langle \epsilon _{i}|\epsilon _{j}\rangle \approx \delta _{ij}}

Aquesta última aproximació és tant més exacta com més gran siga el nombre de graus de llibertat de l'entorn (donada la diferència de massa i nombre de partícules l'entorn usualment té una quantitat enorme de graus de llibertat comparat amb el sistema quàntic subjecte a mesurament).

### Pèrdua d'interferència i transició clàssica
La utilitat de la decoherència resideix en la seva aplicació a l'anàlisi de probabilitats, dels estats inicial i final després de la interacció amb l'entorn. En particular, aquest formalisme permet veure com s'anul·len els termes d'interferència quàntics després de l'ocurrència de la decoherència analitzada a l'apartat anterior. Si es calculen les probabilitats de transició des de l'estat final a un cert estat, examinant quins eren per al "estat inicial" i quins són per al "estat final", llavors la regla de probabilitat de Born per a tots dos estats dona:

{\displaystyle \mathrm {prob} _{\mathrm {inicial} }(\psi \rightarrow \phi )=|\langle \psi |\phi \rangle |^{2}=|\sum _{i}\psi _{i}^{*}\phi _{i}|^{2}=\sum _{i}|\psi _{i}^{*}\phi _{i}|^{2}+\sum _{ij;i\neq j}\psi _{i}^{*}\psi _{j}\phi _{j}^{*}\phi _{i}}

on i etc.{\displaystyle \psi _{i}=\langle i|\psi \rangle ,\psi _{i}^{*}=\langle \psi |i\rangle }{\displaystyle \phi _{i}=\langle i|\phi \rangle } etc...